# Skjerstads kommun
Skjerstads kommun (norska: Skjerstad kommune) var en kommun i Nordland fylke i norra Norge. Byn Misvær utgjorde kommunens centralort.

## Administrativ historik
Skjerstads kommun upprättades den 1 januari 1838 (som Skjærstad formannskapsdistrikt) när Formannskapslovene från 1837 trädde i kraft. Kommunen hade då en omfattning motsvarande den sydöstra delen av nuvarande Bodø kommun samt hela Fauske kommun och en del av Saltdals kommun.
Den 1 januari 1905 bröts Fauske kommun ut ur kommunen. Den återstående delen hade vid delningen 1 709 invånare.
1949 överfördes ett mindre bebott område (med 10 invånare) från Skjerstads kommun till Saltdals kommun.
Den 1 januari 1963 överfördes ett annat bebott område (med 224 invånare) från Skjerstads kommun till dåvarande Bodins kommun, numera en del av Bodø kommun. Detta område motsvarade den del av kommunen som låg norr om Skjerstadfjorden medan den återstående delen av kommunen därefter låg söder om denna.
Den 1 januari 2005 uppgick den återstående delen av kommunen i sin helhet i Bodø kommun. Området utgör idag en socken i Bodø domprosti och hade 1075 invånare 2016.

## Kommunvapen
Blasonering: I grønt en sølv kvernstein.
(I grönt fält en kvarnsten av silver.)
Kommunvapnet godkändes genom kunglig resolution den 14 juni 1991. Kvarnstenen ska påminna om alla de stora och små kvarnar som tidigare har funnits i området.

## Socknar
Inom Norska kyrkan motsvaras dåvarande Skjerstads kommun av Skjerstad og Misværs socken i Bodø domprosteri i Sør-Hålogalands stift. Socknen hade 1075 invånare 2016.